# Nuoto ai Giochi della XXV Olimpiade - 100 metri farfalla femminili
Hanno partecipato alle batterie di qualificazione 49 atlete: le prime 8 si sono qualificate per la finale A, le successive 8 invece si sono qualificate per la finale B.

## Finale A
29 luglio 1992
| Posizione | Atleta                 | Paese       | Tempo    |
| --------- | ---------------------- | ----------- | -------- |
|           | Qian Hong              | Cina        | 58.62 RO |
|           | Crissy Ahmann-Leighton | Stati Uniti | 58.74    |
|           | Catherine Plewinski    | Francia     | 59.01    |
| 4         | Wang Xiaohong          | Cina        | 59.10    |
| 5         | Susie O'Neill          | Australia   | 59.69    |
| 6         | Summer Sanders         | Stati Uniti | 59.82    |
| 7         | Franziska van Almsick  | Germania    | 1:00.70  |
| 8         | Rie Shito              | Giappone    | 1:01.16  |

## Finale B
| Posizione | Atleta            | Paese       | Tempo   |
| --------- | ----------------- | ----------- | ------- |
| 9         | Inge de Bruijn    | Paesi Bassi | 1:01.02 |
| 10        | Karin Brienesse   | Paesi Bassi | 1:01.20 |
| 11        | Yoko Kando        | Giappone    | 1:01.32 |
| 12        | Therese Lundin    | Svezia      | 1:01.43 |
| 13        | Lisa Curry-Kenny  | Australia   | 1:01.61 |
| 14        | Kristin Topham    | Canada      | 1:01.91 |
| 15        | Ilaria Tocchini   | Italia      | 1:02.06 |
| 16        | Jacqueline Delord | Francia     | 1:03.22 |

## Batterie di qualificazione
- Q = Qualificate per la finale A
- q = qualificate per la finale B

| Posizione | Atleta                 | Paese                   | Tempo     |
| --------- | ---------------------- | ----------------------- | --------- |
| 1         | Wang Xiaohong          | Cina                    | 59.34 Q   |
| 2         | Qian Hong              | Cina                    | 59.37 Q   |
| 3         | Susie O'Neill          | Australia               | 59.95 Q   |
| 4         | Franziska van Almsick  | Germania                | 1:00.02 Q |
| 5         | CatherinePlewinski     | Francia                 | 1:00.03 Q |
| 6         | Crissy Ahmann-Leighton | Stati Uniti             | 1:00.10 Q |
| 7         | Summer Sanders         | Stati Uniti             | 1:00.38 Q |
| 8         | Rie Shito              | Giappone                | 1:01.04 Q |
| 9         | Lisa Curry-Kenny       | Australia               | 1:01.07 q |
| 10        | Inge de Bruijn         | Paesi Bassi             | 1:01.12 q |
| 11        | Kristin Topham         | Canada                  | 1:01.20 q |
| 12        | Karin Brienesse        | Paesi Bassi             | 1:01.33 q |
| 13        | Ilaria Tocchini        | Italia                  | 1:01.37 q |
| 14        | Therese Lundin         | Svezia                  | 1:01.38 q |
| 15        | Yoko Kando             | Giappone                | 1:01.56 q |
| 16        | Jacqueline Delord      | Francia                 | 1:01.78 q |
| 17        | Olga Kirichenko        | Squadra Unificata       | 1:01.78   |
| 18        | Bettina Ustrowski      | Germania                | 1:02.07   |
| 19        | Martina Moravcová      | Cecoslovacchia          | 1:02.11   |
| 20        | Madelaine Campbell     | Regno Unito             | 1:02.43   |
| 21        | Marianne Kriel         | Sudafrica               | 1:02.49   |
| 22        | Anna Uryniuk           | Polonia                 | 1:02.50   |
| 23        | Diana Ureche           | Romania                 | 1:02.72   |
| 24        | Malin Stromberg        | Svezia                  | 1:02.78   |
| 25        | María Peláez           | Spagna                  | 1:02.79   |
| 26        | Barbara Franco         | Spagna                  | 1:02.83   |
| 27        | Julie Howard           | Canada                  | 1:02.89   |
| 28        | Samantha Purvis        | Regno Unito             | 1:02.94   |
| 29        | Timea Toth             | Israele                 | 1:03.16   |
| 30        | Natalia Yakovleva      | Squadra Unificata       | 1:03.18   |
| 31        | Wei Ling Yeo           | Singapore               | 1:03.82   |
| 32        | Marja Paivinen         | Finlandia               | 1:03.94   |
| 33        | Iuliana Pantilimon     | Romania                 | 1:04.07   |
| 34        | Yu Fen Ooi             | Singapore               | 1:04.14   |
| 35        | Natasha Meshkovska     | Jugoslavia              | 1:04.16   |
| 36        | Ana Alegria            | Portogallo              | 1:04.18   |
| 37        | Praphalsai Minpraphal  | Thailandia              | 1:04.28   |
| 38        | Beril Puggaard         | Danimarca               | 1:04.57   |
| 39        | Joana Arantes          | Polonia                 | 1:04.59   |
| 40        | Gabriela Gaja          | Messico                 | 1:04.84   |
| 41        | Blanca Morales         | Guatemala               | 1:05.02   |
| 42        | Oanh Nguyen Kieu       | Vietnam                 | 1:05.19   |
| 43        | Sheley Cramer          | Isole Vergini Americane | 1:05.84   |
| 44        | Anja Margetic          | Bosnia ed Erzegovina    | 1:06.26   |
| 45        | Sharon Pickering       | Figi                    | 1:06.35   |
| 46        | Monica Dahl            | Namibia                 | 1:06.58   |
| 47        | Ana Fortin             | Honduras                | 1:07.94   |
| 48        | Elsa Vicente           | Angola                  | 1:10.17   |
| 49        | Mariza Gregorio        | Mozambico               | 1:10.27   |